# العلاقات السويدية البنمية
العلاقات السويدية البنمية هي العلاقات الثنائية التي تجمع بين السويد وبنما.

## مقارنة بين البلدين
هذه مقارنة عامة ومرجعية للدولتين:
| وجه المقارنة                                              | السويد                                                                               | بنما                      |
| --------------------------------------------------------- | ------------------------------------------------------------------------------------ | ------------------------- |
| المساحة (كم2)                                             | 450.30 ألف                                                                           | 74.18 ألف                 |
| عدد السكان (نسمة)                                         | 10.16 مليون                                                                          | 4.10 مليون                |
| الكثافة السكانية (ن./كم²)                                 | 22.56                                                                                | 55.27                     |
| العاصمة                                                   | ستوكهولم                                                                             | بنما                      |
| اللغة الرسمية                                             | اللغة السويدية، لغات السامي، اللغة الفنلندية، منكيلي، اللغة الرومنية، اللغة اليديشية | اللغة الإسبانية           |
| العملة                                                    | كرونة سويدية                                                                         | بالبوا بنمي، دولار أمريكي |
| الناتج المحلي الإجمالي (بليون دولار)                      | 538.04 مليار                                                                         | 61.84 مليار               |
| الناتج المحلي الإجمالي (تعادل القوة الشرائية) بليون دولار | 469.01 مليار                                                                         | 87.37 مليار               |
| الناتج المحلي الإجمالي الاسمي للفرد دولار أمريكي          | 50.58 ألف                                                                            | 13.27 ألف                 |
| الناتج المحلي الإجمالي للفرد دولار أمريكي                 | 45.30 ألف                                                                            | 20.89 ألف                 |
| مؤشر التنمية البشرية                                      | 0.907                                                                                | 0.780                     |
| رمز المكالمات الدولي                                      | +46                                                                                  | +507                      |
| رمز الإنترنت                                              | .se                                                                                  | .pa                       |
| المنطقة الزمنية                                           | توقيت وسط أوروبا، ت ع م+01:00، ت ع م+02:00، أوروبا/ستوكهولم ‏                         | 00                        |

## منظمات دولية مشتركة
يشترك البلدان في عضوية مجموعة من المنظمات الدولية، منها:
| علم المنظمة | اسم المنظمة                               | تاريخ انضمام السويد | تاريخ انضمام بنما |
| ----------- | ----------------------------------------- | ------------------- | ----------------- |
|             | يونسكو                                    | 23 يناير 1950       | 10 يناير 1950     |
|             | الفريق المعني برصد الأرض                  | ?                   | ?                 |
|             | مؤسسة التمويل الدولية                     | 20 يوليو 1956       | 20 يوليو 1956     |
|             | المركز الدولي لتسوية المنازعات الاستشارية | 28 يناير 1967       | 8 مايو 1996       |
|             | منظمة حظر الأسلحة الكيميائية              | ?                   | ?                 |
|             | مؤسسة التنمية الدولية                     | 24 سبتمبر 1960      | 1 سبتمبر 1961     |
|             | منظمة التجارة العالمية                    | 1995                | ?                 |
|             | وكالة ضمان الاستثمار متعدد الأطراف        | 12 أبريل 1988       | 21 فبراير 1997    |
|             | الاتحاد البريدي العالمي                   | ?                   | ?                 |
|             | منظمة الشرطة الجنائية الدولية             | ?                   | ?                 |
|             | الأمم المتحدة                             | 19 نوفمبر 1946      | 13 نوفمبر 1945    |
|             | الاتحاد الدولي للاتصالات                  | 1866                | 14 يوليو 1914     |
|             | البنك الدولي للإنشاء والتعمير             | 31 أغسطس 1951       | 14 مارس 1946      |

## وصلات خارجية
- موقع وزارة الخارجية السويدية
- موقع وزارة الخارجية البنمية